# Dave Charlton
Dave Charlton, född 27 oktober 1936 i Brotton, North Yorkshire, död 24 februari 2013 i Johannesburg, Gauteng, var en sydafrikansk racerförare.

## Racingkarriär
Charlton tävlade i formel 1 under senare hälften av 1960-talet och första hälften av 1970-talet. Han körde huvudsakligen i hemmaloppet Sydafrikas Grand Prix. Han fullföljde tre av elva lopp och slutade som bäst på tolfte plats i Sydafrika 1970, så några poäng fick han aldrig. 

## F1-karriär
| Säsong | Stall/Tillverkare                   | Poäng | Placering |
| ------ | ----------------------------------- | ----- | --------- |
| 1965   | Ecurie Tomahawk (Lotus-Ford)        | 0     | –         |
| 1967   | Scuderia Scribante (Brabham-Climax) | 0     | –         |
| 1968   | Scuderia Scribante (Brabham-Repco)  | 0     | –         |
| 1970   | Scuderia Scribante (Lotus-Ford)     | 0     | –         |
| 1971   | Brabham-Ford Lotus-Ford             | 0     | –         |
| 1972   | Scuderia Scribante (Lotus-Ford)     | 0     | –         |
| 1973   | Scuderia Scribante (Lotus-Ford)     | 0     | –         |
| 1974   | Scuderia Scribante (McLaren-Ford)   | 0     | –         |
| 1975   | Scuderia Scribante (McLaren-Ford)   | 0     | –         |